# Африканська асоціація Танганьїки
Африканська асоціація Танганьїки (ТАА) була політичною асоціацією території Танганьїки, сформованою в 1929 році.  Вона була заснована державними службовцями, включаючи Алі Саїді, членів попередньої асоціації під назвою Африканська асоціація державної служби Танганьїки (заснованої Мартіном Каямбою в 1922 році).  Після Другої світової війни TAA поширилася по всій країні в містах і сільській місцевості, а в 1948 році кількість відділень зросла до 39. Вона була перетворена в Танганьїкський африканський національний союз (TANU) у 1954 році Джуліусом Нієрере. 